# Pojken som inte fanns
Pojken som inte fanns: ett fosterbarns sökande efter kärleken hos en familj (orig. "The Lost Boy" 1997) är en självbiografisk bok av Dave Pelzer, nyutgiven 2002. Den är en fristående fortsättning på Pojken som kallades Det.
Boken är en barndomsskildring som handlar om tiden när Pelzer flyttar mellan fem olika fosterhem under sjuttiotalet efter att han vid 12 års ålder omhändertagits av myndigheterna på grund av moderns psykiska och fysiska misshandel. Han lever alltså inte med sin biologiska familj, men minnena från den plågar honom.
Pojken som överlevde är den avslutande delen.